# 小林晃
小林 晃（こばやし あき、1978年 - ）は、日本のイラストレーター。
東京女子大学現代文化学部卒業。また、在学中にセツ・モードセミナー夜間部卒業。an・an、OZ magazineなどの女性誌を中心に書籍やイラストを担当。古い映画、本、ビートルズ、猫の背中の曲線を好む。

## 作品リスト
- 著書
  - 鉛筆お絵描きレッスンブック

- イラストレーション
  - 上品なのにかわいいプリンセス・マナーブック
  - ホルモンのルール
  - おそうじ風水
  - ふたりの結婚準備
  - ENGLISH QUEST 　INTRO/BASIC
  - いつ・どこで・なんて言う？わたしの英会話手帖
  - 英会話イーオン　AEON KIDS ENGLISH WIZARD

など。